# Darko Bajo
Darko Bajo (Nova Bila, 14 marzo 1999) è un cestista croato.

## Palmarès
- Campionato croato: 2

Cedevita Zagabria: 2016-17, 2017-18
- Coppa di Croazia: 3

Cedevita Zagabria: 2017, 2018, 2019
- Supercoppa di Lega Adriatica: 1

Cedevita Zagabria: 2017